# Apicia asteria
Apicia asteria là một loài bướm đêm trong họ Geometridae.